# Slavětice
Slavětice (in tedesco Slawietitz) è un comune della Repubblica Ceca facente parte del distretto di Třebíč, nella regione di Vysočina.